# IntelliJ IDEA
IntelliJ IDEA — интегрированная среда разработки программного обеспечения для многих языков программирования, в частности Java, JavaScript, Python, разработанная компанией JetBrains.
Первая версия появилась в январе 2001 года и быстро приобрела популярность как первая среда для Java с широким набором интегрированных инструментов для рефакторинга, которые позволяли программистам быстро реорганизовывать исходные тексты программ. Дизайн среды ориентирован на продуктивность работы программистов, позволяя сконцентрироваться на функциональных задачах, в то время как IntelliJ IDEA берёт на себя выполнение рутинных операций.
Начиная с шестой версии продукта IntelliJ IDEA предоставляет интегрированный инструментарий для разработки графического пользовательского интерфейса. Среди прочих возможностей, среда хорошо совместима со многими популярными свободными инструментами разработчиков, такими как CVS, Subversion, Apache Ant, Maven и JUnit. В феврале 2007 года разработчики IntelliJ анонсировали раннюю версию плагина для поддержки программирования на языке Ruby.
Начиная с версии 9.0 среда доступна в двух редакциях: Community Edition и Ultimate Edition. Community Edition является полностью свободной версией, доступной под лицензией Apache 2.0, в ней реализована полная поддержка Java SE, Kotlin, Groovy, Scala, а также интеграция с наиболее популярными системами управления версиями. В редакции Ultimate Edition, доступной под коммерческой лицензией, реализована поддержка Jakarta EE, UML-диаграмм, подсчёт покрытия кода, а также поддержка других систем управления версиями, языков и фреймворков.
Поддерживаемые языки:
- Java
- JavaScript
- CoffeeScript
- HTML/XHTML/HAML
- CSS/SASS/LESS
- XML/XSL/XPath
- YAML
- ActionScript/MXML
- Python
- Ruby
- Haxe
- Groovy
- Scala
- SQL
- PHP
- Kotlin
- Clojure
- Си
- C++
- Go
- Rust (с помощью официального плагина)[10]
- Lua (с помощью плагина EmmyLua)
- Dart

Ряд языков поддерживается посредством плагинов сторонних разработчиков, в частности, так реализована поддержка OCaml, GLSL, Erlang, Fantom, Haskell, Lua, Mathematica, Perl5, Object Pascal.